# UFO学園の秘密
『UFO学園の秘密』（ユーフォーがくえんのひみつ、英語: The Laws of The Universe Part 0）は、幸福の科学出版製作で2015年10月10日に公開された日本のアニメーション映画。

## 概要
幸福の科学出版の9作目の劇場用作品。劇場用アニメ映画作品としては7作目。幸福の科学が行っている「UFO後進国日本の目を覚まそう！」キャンペーンの一環として製作された。
幸福の科学学園那須本校をモデルにした全寮制の高等学校であるナスカ学園を舞台に、宇宙人によるアブダクション（拉致）や宇宙人が巻き起こす事件などを描いている。

### プロモーション
公開に先駆け、UFOや宇宙人に関する情報を募集する懸賞を行っていた。
2015年8月14日、サンケイスポーツで特別版を掲載。監督の今掛勇とキャラクターデザインの須田正己による対談記事の他、女優の鈴木みのりがUFO体験談記事、矢追純一とザ・グレート・サスケのUFO対談記事がある。この特別版は、8月14日・15日・16日に東京国際展示場で開催された「コミックマーケット2015夏」の会場でも配布された。

### アカデミー賞アニメーション部門エントリー
2015年11月5日、第88回アカデミー長編アニメ映画賞のエントリー16作品の1つとして本作が発表されたが、2016年1月14日発表のノミネート作品には入らなかった。

## 劇場公開
2015年10月10日、日本では172スクリーンで公開され、10日11日の公開初週土日2日間の全国映画動員ランキング（興行通信社調べ）で初登場5位。同期間の動員8万5,495人、興収1億1,720万5,850円となった。
公開初日には東京都内での舞台挨拶で監督の今掛勇以下関係者が映画についてコメント、その他主題歌「LOST LOVE もう愛が見えない」のライブ歌唱が行われた。
日本国内だけでなく、海外配給も行われている。

## あらすじ
ある地方の緑に囲まれた校地の「ナスカ学園」は、男女共学で中高一貫全寮制の進学校で、独特の教育内容で成果を上げていた。この学園の生徒のレイ、アンナ、タイラ、ハル、エイスケの5人は「チーム・フューチャー」のネーミングのグループを結成し「探究創造科」の学習課題に取り組んでいた。ある夏休み前の時、ハルの妹ナツミに事件が起きる。ナツミは、精神的に不安定な症状を訴え、彼女の問題の原因を探るべく大学の夜明教授に秘密裏に相談する。夜明は原因探究のためナツミに退行催眠を行い彼女の隠された記憶の謎を探る。これにより宇宙人による衝撃の事実が出てくる。

## 登場人物

### ナスカ学園関係
レイ / 天城 零（あましろ れい）
声 - 逢坂良太、英語版：ジョシュ・キートン
本作の主人公。ナスカ学園高校の2年1組、誕生日4月30日牡牛座、血液型O型、父は警察官で自身も正義感の強く負けず嫌いの熱いタイプ。考えることより即行動の性格。チーム・フューチャー5人組のリード役。
終盤である姿に変わる。
アンナ / 水瀬 アンナ（みずせ あんな）
声 - 瀬戸麻沙美、英語版：カリ・ウォールグレン
ナスカ学園の高校2年1組、誕生日8月1日獅子座、血液型A型、レイのクラスメートで、勝気でお節介なところがある。生徒会の副会長をするなどで他の生徒からだけでなく教員からも一目置かれている存在。幼いころに父親を亡くしているため家事などそつなくこなすが、手間をかけたオシャレはしたいけど苦手。
途中、ある事をきっかけに過去の自分と対面する。
タイラ / 日下部 大空（くさかべ たいら）
声 - 柿原徹也、英語版：ユーリ・ローエンタール
ナスカ学園の高校2年1組、誕生日3月5日魚座、血液型A型、レイのクラスメート。学校の成績も良くイケメンと言われるが内面は繊細さを持ち、物事に熱く入れ込むということが無く冷めた自分になにか悩んでいる。
ハル / 森下 春花（もりした はるか）
声 - 金元寿子、英語版：ヒンデン・ウォルチ
ナスカ学園の高校2年1組、誕生日5月11日牡牛座、血液型O型、レイのクラスメート。
エイスケ / 風間 永介（かざま えいすけ）
声 - 羽多野渉、英語版：ロジャー・クレイグ・スミス
ナスカ学園の高校2年1組、誕生日9月25日天秤座、血液型AB型、レイのクラスメート。
夜明 優（よあけ すぐる）
声 - 浪川大輔、英語版：ディラン・マクダーモット
大学ナスカ・ユニバーシティの教授。年齢30歳、専門は宇宙科学で、数々の研究成果に対し国内はもとより海外でも評価され教授となった。レイたちに重要なアドバイスをする。
森下 夏実（もりした なつみ）
声 - 千菅春香
ハルの妹。中学3年。絵を描く仕事に就きたいと思っている。
梁瀬 徳男（やなせ とくお）
声 - 仲野裕
ナスカ学園の校長。強い指導力で、この学園を中堅校から上位の進学校への実績作りを手掛ける。
鷹峰（たかみね）
声 - 藤原貴弘
ナスカ学園の物理教師。言葉たらずで無愛想なので生徒の人気がない。夜明教授とは学生同期。
丸井（まるい）
声 - 銀河万丈、英語版：フレッド・タタショア
ナスカ学園の用務員。若者の話にもうまく乗り、穏やかな性格から生徒の人気は高い。
伊藤（いとう）
声 - 田丸篤志
天才塾の生徒。
洗脳されていたが、終盤で正気に戻る。

### 宇宙人
宇宙惑星連合
悪質な宇宙人から地球を護ろうとする星々が結んでいる同盟で、ベガ星やプレアデス、ケンタウルスα星などの宇宙人たちが愛と平和を大切にしながら活動している。
司令官 インカール
声 - 伊藤美紀、英語版：ジェニファー・ビールス
宇宙惑星連合の指導者。
ヤギ型宇宙人
声 - 白熊寛嗣
ウンモ星人
声 - 二又一成、英語版：トム・ケニー
蜂に似た宇宙人。
その後の第弐作にて、レプタリアンの出現を知らせた他…。
悪質宇宙人
宇宙の邪神を崇めたり、他の生物を家畜にしようとする宇宙人のことを示している。
レプタリアン（爬虫類型肉食宇宙人）
終盤で丸井の正体として姿を見せ、ダハールに信号を送った。太陽の法や、神秘の法に登場した個体とは異なる。
その後の第2作目では、更に別々の姿をした個体が登場した。
その他
上記の二大宇宙人勢力のほかは、下記の通り
グレイ
アブダクションにも関わる小型宇宙人。

### 裏宇宙の存在
宇宙の邪神
本作(延いては第2作のホームページと第3作のホームページ)に出てくるキーパーソン。最後まで正体を見せなかった。
ダハール
裏宇宙と呼ばれる世界の、宇宙の邪神の使い。本作では名称と核(もしくは目玉(眼球))らしき姿が出てきている。

## 用語
ナスカ学院（-がくいん）
レイ達が通っている本作の舞台。
天才塾（てんさいじゅく）
ナスカ学園の生徒の伊藤達が通い始めた塾。
脳内に、特殊なチップを埋め込まれて、記憶した映像を巻き戻す事で成績を上げる事ができる。
ナスカ・ユニバース・シティ
夜明が通っている。後の『宇宙の法—黎明編—』にも登場した学院。
裏宇宙（うらうちゅう）
宇宙にあるマイナスのエネルギーによって創られた宇宙。悪質な宇宙人が信奉している闇の存在である宇宙の邪神が支配している。

## スタッフ
- 製作総指揮：大川隆法[6]
- 監督・総作画監督・キャラクターデザイン：今掛勇[6]
- 脚本：「UFO学園の秘密」シナリオプロジェクト
- 音楽：水澤有一[6]
- 総合プロデューサー：本地川瑞祥、松本弘司[6]
- VFXクリエイティブディレクター：粟屋友美子
- キービジュアル・デザイナー：大坪恵子
- 美術監督：渋谷幸弘
- 色彩設計：野地弘納
- 撮影監督：佐藤光洋
- CGIディレクター：Scarlett Woo
- 編集：大畑秀明
- アニメーション・プロデューサー：守屋昌治
- 助監督：大野和寿
- 演出：布施木和伸、黒瀬大輔、内藤慎仁
- キャラクターデザイン：佐藤陵、須田正己
- コンセプトデザイン：よつばまさみ
- メカデザイン：森木靖泰、常木志伸
- 作画監督：しまだひであき、佐藤陵、日下兼彰、松元風助McQ
- アニメーション制作：HS PICTURES STUDIO
- 製作：幸福の科学出版
- 配給：日活
  - 配給協力：東京テアトル
  - 北米配給：ELEVEN ARTS

## 挿入歌など
- テーマ曲「宇宙の神秘」
作曲：水澤有一
- 挿入歌「"LOST LOVE"（もう愛が見えない）」
作詞・作曲：大川隆法（ジョン・レノン霊の霊示[14]）
（英語詩和訳：大川隆法）
編曲：水澤有一、歌：MICHAEL JAMES
- 「掌（てのひら）」
作曲：水澤有一
- 「未来をこの手に」
作詞・作曲：大川隆法、編曲：水澤有一

## 音楽ソフト
- CD『映画「UFO学園の秘密」挿入歌 LOST LOVE もう 愛が見えない』[15]

収録曲
1. LOST LOVE ―もう 愛が見えない―　4:00
2. LOST LOVE ―もう 愛が見えない― Instrumental　4:00
発刊元：幸福の科学出版
型番： C 375
発売日：2015年7月7日
EAN 4582316050505、JAN 4582316050505、ASIN B010CAFD9K
- CD『もう 愛が見えない』

収録曲
1. もう 愛が見えない(ボーカル TOKMA)
2. LOST LOVE(ボーカル Michel James)
3. もう 愛が見えない (Instrumental)
4. LOST LOVE (Instrumental)
発刊元：幸福の科学出版
型番： C 479
発売日：2019年7月19日
EAN 4582316051250、JAN 4582316051250、ASIN B07T4MV71F
- CD『映画「UFO学園の秘密」オリジナル・サウンドトラック』

収録曲：全32曲、Total Time 77分14秒
01. メインタイトル 1:21、02. 異変! 0:57、03. 放課後 1:13、04. いつもの町～カフェテリア 1:46、05. 秘密の場所 1:18、06. 五人の不安 1:13、07. 芽生える真理～チーム・フューチャー誕生 1:53、08. 夏休み 1:36、09. UFOに遭遇! 2:07、10. プレアデスとタイラ 2:04、11. ハルとケンタウルス 2:01、12. 学園祭 1:01、13. 月面基地―惑星連合 3:03、14. 気づき～レプタリアンの脅威 2:40、15. 猜疑 1:37、16. LOST LOVE ―もう 愛が見えない―　4:00、17. 復活! チーム・フューチャー 1:52、18. 魂のリクエスト―高貴なる義務 2:36、19. ベガ星へ 2:04、20. 記憶～掌(てのひら) 6:17、21. レプタリアンのUFO出現 2:07、22. 未来への扉 1:21、23 惑星連合との協定 1:00、24. レプタリアン―恐怖の賭け 2:21、25. 裏宇宙の使者 2:05、26. 信仰レプタリアン 3:53、27. 光の神とつながれ 1:50、28. 祈り～根源の光 4:20、29. 宇宙時代の始まり 2:57、30. エンディング～宇宙の神秘 3:57、31. 校歌―未来をこの手に 2:25、32. 掌(てのひら) 6:13、
作曲・編曲・演奏：水澤有一
作詞・作曲：大川隆法（16,31 のみ）
発刊元：幸福の科学出版
型番： C 387
発売日：2015年10月10日
EAN 4582316050659、JAN 4582316050659、ASIN B0167IYRMA

## 映像ソフト
- 特別限定版 映画『UFO学園の秘密』

愛蔵版：3枚組(本編DVD+本編BD+特典DVD+カラー冊子付)
収録内容：〔Disc 1〕映画本編DVD、〔Disc 2〕映画本編Blu-ray、〔Disc 3〕特典映像集DVD
〔カラー冊子〕ビジュアルBOOK「UFO学園の秘密」メイキング・ストーリー、監督出演者インタビュー
収録時間： 125分×2+40分
発刊元：幸福の科学出版
型番： K 1184
発売日：2016年2月17日
JAN： なし
- DVD通常版『UFO学園の秘密』

収録内容：
1. 本編映像 125分
2. 劇場予告編 40秒、100秒
3. 北米版劇場予告編 50秒、100秒
4. TV SPOT 15秒
5. 挿入歌 "LOST LOVE" ミュージック・ビデオ 2分15秒
音声：日本語、英語、音声ガイド付き
字幕：Non、日本語、英語、日本語聴覚、英語吹替用キャプション
発刊元：幸福の科学出版
型番： K 1182
発売日：2016年2月17日
EAN 4582316050680、JAN 4582316050680、ASIN B01BE44DBC
ISBN 978-4-86395-749-7
- Blu-ray『UFO学園の秘密』

収録内容と音声・字幕：上記 DVD通常版と同じ。
発刊元：幸福の科学出版
型番： K 1183
発売日：2016年2月17日
EAN 4582316050697、JAN 4582316050697、ASIN B01BE44DLW
ISBN 978-4-86395-750-3
- DVDレンタル版『UFO学園の秘密』

収録内容と音声・字幕：上記 DVD通常版と同じ。
発刊元：幸福の科学出版
型番： K 1181
発売日：2016年3月18日
EAN 4582316050673、JAN 4582316050673、ASIN B08GC9VGNY
- 映像配信、各種動画配信サイトにて配信あり。

ASIN B01BT47K7G - Amazon Prime